# گابریل کازانجیان
گابریل کازانجیان (ارمنی: Գաբրիել Կազանչյան؛ ) مخترع ارمنی‌تبار اهل ایالات متحده آمریکا بود که در سال ۱۹۰۸ میلادی سشوار را اختراع و در سال ۱۹۱۱ مجوز تولید آن را دریافت کرد.